# SG Ordnungspolizei Posen
Die SG Ordnungspolizei Posen war während des Zweiten Weltkriegs ein kurzlebiger Sportverein aus der Stadt Posen im besetzten Polen.

## Geschichte
Zur Saison 1941/42 nahm die SG das erste Mal an der Gauliga Wartheland teil. Dort wurde der Verein in die Staffel 1 eingruppiert und erreichte dort am Ende der Saison den dritten Platz. In der nächsten Saison landete der Verein am Ende knapp mit 30:6 Punkten auf dem zweiten Platz. Die erstplatzierte BSG DWM Posen hatte in dieser Saison mit 31:5 Punkten nur einen geringen Vorsprung. Die gleiche Konstellation ereignete sich auch in der Saison 1943/44, auch wenn die Mannschaft dieses Mal mit 20:8 Punkten am Ende einen größeren Abstand zur BSG mit 25:3 Punkten hatte. Zur nächsten Saison konnte dann kein Spielbetrieb mehr aufgenommen werden. Spätestens nach dem Ende des Krieges und der Rückeroberung des Wartheland durch die Rote Armee wurde der Verein dann aufgelöst.